# Noi siamo angeli
Noi siamo angeli è una serie televisiva italiana, andata in onda nel 1997 su Rai 1 con protagonisti Bud Spencer e Philip Michael Thomas.

## Trama
Centro America. Bob (Bud Spencer) e Joe (Philip Michael Thomas) sono due detenuti dal cuore tenero imprigionati nel carcere di massima sicurezza "Santa Consuelo", comandato dal feroce e prepotente capitano Delgado (David Hess), il quale maltratta tutti i detenuti, in Costa Rica.
Durante un attacco da parte dei rivoluzionari capeggiati da Napoleon Duarte (Kabir Bedi), i due riescono a scappare e, per non essere riconosciuti dalla polizia, picchiano due frati e ne prendono le vesti. Si rifugiano sotto mentite spoglie nella sperduta missione di San Rolando, un piccolo paradiso terrestre in cui indios e monaci cattolici, tra cui padre Campana (Renato Scarpa), vivono in armonia.
Gli ex-galeotti Bob e Joe diventano così padre Orso e padre Zaccaria, due simpatici frati che vivranno avventure incredibili. In poco tempo conquisteranno l'affetto e l'amicizia di tutti, e difenderanno la quiete di San Rolando da tutti i peggiori criminali in circolazione tra cui Medina (Marc Macaulay), il ricercatore senza scrupoli Graziani (Erik Estrada), il potentissimo presidente Aneto (Carlo Reali) e il più potente boss mafioso del Brasile, Don Alfonso Santiana (Richard Lynch), responsabile dei dieci anni trascorsi ingiustamente da Bob in galera, quest'ultimo preparerà la sua vendetta in maniera perfetta, vendicandosi dei torti subiti.

## Episodi ed Ascolti TV
| Episodio | Intitolazione              | Prima Visione TV | Telespettatori | Share  |
| -------- | -------------------------- | ---------------- | -------------- | ------ |
| 1        | Due facce da galera        | 9 febbraio 1997  | 6.377.000      | 24,89% |
| 2        | Finalmente si vola         | 16 febbraio 1997 | 6.100.000      | 22,15% |
| 3        | In cerca dell'Eldorado     | 23 febbraio 1997 |                |        |
| 4        | La fortuna piove dal cielo | 2 marzo 1997     |                |        |
| 5        | Dollari                    | 9 marzo 1997     |                |        |
| 6        | Polvere                    | 16 marzo 1997    |                |        |